# Waireia (rivière)

La rivière Waireia  (en anglais : Waireia River) est un cours d’eau de la région d’Auckland dans l’Île du Nord de la Nouvelle-Zélande.

## Géographie
C’est une partie du mouillage du système de 'Kaipara Harbour'. Elle s’écoule vers le nord pour rencontrer le fleuve Oruawharo à 10 km à l’ouest de la ville de  Wellsford.